# Guagliona (album)
Guagliona è il primo album in studio della cantautrice italiana Vale LP, pubblicato il 17 maggio 2024 con doppia etichetta Sugar Music e Universal Music Italia.

## Descrizione
Il progetto discografico si compone di tredici tracce, scritte dalla stessa Vale LP con la collaborazione di autori e produttori, tra cui Daniele Razzicchia, in arte Winniedeputa, Enrico Dadone, in arte Cali Low, Paolo Caruccio, in arte Fractae, e Le Isole.

## Promozione

### Singoli
Il primo singolo estratto dall'album, Stronza, è stato pubblicato il 24 novembre 2023 in concomitanza alla partecipazione della cantautrice al concorso canoro Sanremo Giovani 2023.
Il 23 aprile 2024 è stato reso disponibile Fortuna come secondo singolo estratto dall'album.
Il 28 giugno 2024 è uscito il singolo omonimo come terzo estratto dall'album in collaborazione con Lil Jolie.

## Tracce
1. Fiore di te – 2:52 (testo: Valentina Sanseverino – musica: Valentina Sanseverino, Enrico Dadone, Martino Consigli)
2. Amma fa o' pop – 3:07 (testo: Valentina Sanseverino – musica: Valentina Sanseverino, Enrico Dadone, Stefano Bruno)
3. Dolce cattiva drogata – 3:27 (Valentina Sanseverino, Enrico Dadone, Francesco Candura, Giovanni De Flego, Stefano Bruno)
4. Amici nemici – 2:52 (Valentina Sanseverino, Enrico Dadone, Federico Sambugaro Baldini)
5. Stronza – 2:59 (testo: Valentina Sanseverino, Mario Cianchi – musica: Valentina Sanseverino, Andrea Bonomo, Mario Cianchi, Simone Guzzino)
6. Ma che teng a verè – 3:43 (testo: Valentina Sanseverino – musica: Valentina Sanseverino, Daniele Razzicchia)
7. A casa di Maria... SKIT – 2:22 (testo: Agnese Laura Lama – musica: Valentina Sanseverino, Agnese Laura Lama)
8. Marooo feelings – 2:25 (Valentina Sanseverino, Enrico Dadone, Federico Sambugaro Baldini)
9. Guagliona (feat. Lil Jolie) – 2:45 (testo: Valentina Sanseverino, Angela Ciancio, Agnese Laura Lama – musica: Valentina Sanseverino, Angela Ciancio, Agnese Laura Lama, Enrico Dadone, Martino Consigli, Paolo Caruccio)
10. Malumore – 3:02 (testo: Valentina Sanseverino – musica: Valentina Sanseverino, Luca Zambelli Bais, Paolo Caruccio)
11. Fortuna – 2:22 (Valentina Sanseverino, Mario Cianchi, Enrico Dadone)
12. Cose che non dico a nessuno – 3:08 (testo: Valentina Sanseverino – musica: Valentina Sanseverino, Enrico Dadone, Stefano Bruno)
13. Tempo libero – 4:43 (testo: Valentina Sanseverino, Mario Cianchi – musica: Valentina Sanseverino, Francesco Candura, Giovanni De Flego, Mario Cianchi, Simone Eleuteri)